# Vice-président de la Polynésie française
Le vice-président de la Polynésie française (en tahitien : Mono-Peretiteni no te Porinetia farani) est un membre du gouvernement de la Polynésie française qui, en plus de ses fonctions de ministre, est chargé d'assurer l'intérim du président de la Polynésie française lorsque celui-ci est absent, empêché, destitué ou décédé.
Il préside le Conseil des ministres lorsque le président est absent. Le Conseil des ministres a, entre autres, pour prérogative d'adopter des normes juridiques dans les matières relevant de sa compétence, de procéder à des nominations (chefs de service, directeurs d'établissements publics, représentants de la Polynésie française au sein de conseils d'administration de sociétés d'économie mixte). Il peut être consulté par l'État pour des projets de décret.

## Statut
Le président de la Polynésie française choisit librement les ministres qui composent le gouvernement. Le nombre des ministres du gouvernement doit être compris entre sept ou dix membres. Le ministre peut être choisi au sein des membres de l'Assemblée de la Polynésie française ou en dehors de cette enceinte. Une fois nommé par le président, celui-ci notifie au haut-commissaire l'arrêté portant nomination et désignation des attributions de chaque ministre.
Parmi les ministres composant le gouvernement, l’un se verra attribuer le titre de vice-président. Celui-ci en plus de la direction de son département ministériel comme les autres ministres, exerce une fonction précise : il est chargé d’assurer l'intérim du président de la Polynésie française lorsque celui-ci est absent ou empêché. Il préside le Conseil des ministres lorsque le président est absent. L’arrêté de nomination des membres du gouvernement témoigne de l'ordre protocolaire qui existe au sein du gouvernement. Il a également le droit à une voiture de fonction avec chauffeur. La même délibération précise de plus que les déplacements à l'extérieur (donc en avion) du vice-président, comme des autres membres du gouvernement à l'exception du président, se font systématiquement en classe affaire.

## Rémunération
Le vice-président du gouvernement de la Polynésie française touche une rémunération de 6 336,96 € (756 200 francs CFP), auxquels s'ajoutent 1 113,83 € de frais de représentation (132 915 francs CFP).

## Président de la Polynésie française par intérim
Nuihau Laurey est le premier vice-président de la Polynésie française à être devenu président de la Polynésie française par intérim.